# ورزشکاه ورزشی برکوم
ورزشکاه ورزشی Berekum (به لاتین: Berekum Sports Stadium) یک ورزشگاه در غنا است که در Berekum واقع شده‌است.